# Condado de Pallars Sobirá
El condado de Pallars Sobirá surgió a raíz de la división del condado de Pallars, cuando se lo repartieron los dos hijos del conde Suñer I de  Pallars (1011): Ramón III de Pallars Jussá (1011-1047) y Guillermo II de Pallars Sobirá (1011-1035). El condado de Pallars Sobirá comprendía el núcleo originario del antiguo Condado de Pallars: la cuenca alta de la Noguera Pallaresa.

## El condado en los siglosXI,XII, yXIII
A Guillermo II de Pallars Sobirá le sucedieron sus hijos Bernardo I de Pallars Sobirá (1035-1049) y Artau I (1049-1081). Artau I estaba casado con Lucía de la Marca, hermana de Almodis, esposa del conde Ramón Berenguer I de Barcelona, de quien Artau I era feudatario. Lo más sobresaliente del reinado de Artau I fueron las batallas que sostuvo con su primo hermano Ramón IV, en continuados ataques contra las tierras del condado de Pallars Jussá.
El condado Pallars Sobirá era un pequeño reducto montañés aislado. Según Santiago Sobrequés, se deduce de las pocas noticias que se tienen durante el siglo XII: del conde Artau III (1124?-1167?), sólo se sabe que era hijo de su antecesor Artau II (1081-1124?), cautivo, durante varios años, de los sarracenos, y que su mujer se llamaba Agnes; no existe, prácticamente, ninguna mención del conde Artau IV (1167?-1182?). No tuvo la menor intervención en la sucesión del condado de Pallars Jussá, que culminó con la desintegración de este condado cuando en 1170 el conde de Bigorra Céntulo III se declaró vasallo de Alfonso II de Aragón, que le concedió a cambio en 1175 el título de Conde de Pallars Sobirá y Conde de Ribagorza, recibiendo la tenencia del Valle de Arán. Bernardo III, sólo dejó una hija: Guillelma (1199-1229), la cual, después de venderle a su marido Roger de Cominges el condado, ingresó en un convento. Dado que Guillelma no tuvo hijos, se inició una nueva saga pallaresa formada por los descendientes de Roger y su segunda esposa. Tal como observa Fernando Valls y Taberner, la inexistencia de documentación sobre el Pallars Sobirá entre los años 1205 y 1217 muestra el aislamiento en que se hallaba el condado.

## La dinastía de Cominges-Couserans
El conde Roger (de Cominges) I de Pallars —vizconde de Couserans— (1229-1234) había luchado en Occitania contra la cruzada llevada a cabo contra el catarismo, y participó, asimismo, en la reconquista de Tolosa en 1217. Roger I se interesó más por sus dominios occitanos que por el condado de Pallars que cedió a su hijo Roger II (1234-1256) éste se casó con Sibila de Berga, de quien heredaría el señorío de Berga. Arnau Roger I de Pallars (1256-1288), hijo de Roger II y de Sibila de Berga, fue nombrado por Jaime I tutor de los jóvenes condes Ermengol X y Álvaro I de Urgel. Sin embargo, entre 1275 y 1280, Arnau Roger de Pallars tomó parte activa en las sublevaciones nobiliarias contra Jaime I y Pedro III el Grande. Estuvo un año preso y, posteriormente, se convirtió en uno de los colaboradores más fieles de la monarquía; participó en la expedición de Túnez (1282), combatió en Sicilia y, en 1285, aconsejó a Pedro el Grande en la defensa del Ampurdán contra los franceses. En tiempos de Alfonso II el Franco, actuó como intermediario entre el rey y los nobles de la Unión Aragonesa. A la muerte de Arnau Roger de Pallars, le sucedió su hermano Ramón Roger I de Pallars (1288-1294), tutor de Sibila I de Pallars, hija de Arnau Roger. Durante su gobierno, Ramón Roger tuvo que luchar contra los Couserans que pretendían recuperar el dominio del condado. El vizconde de Couserans invadió el condado de Pallars y tomó los castillos de Lord y de Escalò; el rey Jaime II el Justo intervino en defensa de Sibila enviando a su primo Felipe de Saluzzo que negoció la neutralidad del conde Ermengol X de Urgel; el rey hizo intervenir, como intermediario, al vizconde Ramón Fole VI de Cardona obligando a los Couserans a restituir los castillos ocupados.

## La casa Mataplana
Sibila I de Pallars (1295-1330) se casó con  el barón Hugo de Mataplana, descendiente de la casa vizcondal de Cerdaña, con dominios en el Alto Bergadá y Ripollés. Con este matrimonio, comienza el reinado de la tercera dinastía de Pallars: los Mataplana. Pese a la actuación de Jaime II el Justo, la lucha contra los vizcondes de Couserans prosiguió ya que éstos contaban con el soporte de los condes de Foix y de los reyes de Francia; en 1298, las tropas de Jaime II capitaneadas por Bernardo de Sarriá, repelieron una invasión gascona del Pallars; Hugo de Matplana y Sibila de Pallars repelieron, esta vez sin ayuda exterior, una nueva ofensiva de los Couserans en el 1310. Al comienzo de su reinado, Alfonso III el Benigno, repelió un nuevo ataque gascón contra el Pallars hecho que volvió a repetirse en 1332. Arnau Roger II de Pallars, hijo de Sibila y de Hugo Mataplana murió, sin descendencia, en 1343, entonces Pedro IV el Ceremonioso resolvió la cuestión sucesoria nombrando conde de Pallars al barón de Mataplana: Ramón Roger II, hermano del difunto conde, que se convirtió en uno de los más importantes magnates de la corte de Pedro el Ceremonioso. En el siglo XV, los condes de Pallars se erigieron como cabecillas visibles del partido pactista, que defendía las libertades y privilegios de las clases dirigentes contra el autoritarismo de los Trastamara, pese a que algunos de ellos, como Artau de Pallars o Arnau Roger IV de Pallars, lucharan en las campañas organizadas contra Alfonso IV el Magnánimo en la Mediterránea. Al estallar la Guerra de los Remensas (1462-1472), el conde Hugo Rogelio III de Pallars Sobirá de Pallars encabezó el bando de la Diputación del General enfrentado al rey Juan II (1458-1479) lo que le obligó a reprimir brutalmente el movimiento remensa. A causa de su destacada actuación en el bando de la Diputación del General, Juan II excluyó al conde de Pallars de la Capitulación de Pedralbes (1472) con la que el rey puso fin a la guerra. Hugo Roger III se refugió en sus dominios donde pudo resistir hasta que, en  1484, Fernando II el Católico encargó al conde de Cardona la conquista del Pallars  que se consumó en 1488. En 1491 el rey le concedió el condado de Pallars al conde de Cardona con el título de marqués, pero Hugo Roger III continuó atacando las fronteras de Cataluña ayudado por rey de Francia. Poco después marchó a Italia donde fue encarcelado por el Gran Capitán. Hugo Roger III murió sin descendencia en 1503 encarcelado en el castillo de Játiva.

## Condes de Pallars Sobirá en los siglosXIalXV
Dinastía pallaresa
- Guillermo II de Pallars Sobirá (1011-1035)
- Bernardo II de Pallars Sobirá (1035-1049)
- Artau I de Pallars Sobirá (1049-1081)
- Artau II de Pallars Sobirá (1081-1124)
- Artau III de Pallars Sobià (1124-1167)
- Artau IV de Pallars Sobirá (1167-1180/1182)
- Bernardo III de Pallars Sobirá (1180/1182-1199)
- Guillelma I de Pallars Sobirá (1199-1229)

Dinastía de Cominges-Couserans
- Roger I de Pallars Sobirá (1229-1240)
- Roger II de Pallars Sobirá (1240-1256)
- Arnau Roger I de Pallars Sobirá (1256-1288)
- Ramón Roger I de Pallars Sobirá (1288-1295)
- Sibila I de Pallars Sobirá (1295-1330)

Dinastía de Mataplana
- Hugo I de Pallars Sobirá (1330-1328)
- Arnau Roger II de Pallars Sobirá (1328-1343)
- Ramón Roger II de Pallars Sobirá (1343-1350)
- Hugo Roger I de Pallars Sobirá (1350-1366)
- Arnau Roger III de Pallars Sobirá (1366-1369)
- Hugo Roger II de Pallars Sobirá (1369-1416)
- Roger Bernat I de Pallars Sobirá (1416-1424)
- Bernardo Roger I de Pallars Sobirá (1424-1442)
- Arnau Roger IV de Pallars Sobirá (1442-1451)
- Hugo Roger III de Pallars Sobirá (1451-1491)